# 賴鼎銘
賴鼎銘（1956年7月20日—），生於台灣雲林縣，圖書館學者、教育工作者、現任第六屆監察委員。

## 簡介
在輔仁大學圖書館學系（現·圖書資訊學系）取得學士學位，1986年以《從美國政府機構科技資料庫的發展探討中華民國台灣地區科技資料庫發展的途徑》論文在中國文化大學史學研究所圖書文物組取得碩士學位。
- 1985年考取年度公務人員高等考試（文教新聞行政職組圖書博物職系），同年考取中華民國教育部公費。在台灣得碩士學位後，到美國威斯康星大学麦迪逊分校留學，得圖書資訊學博士學位。
- 1990年回國後先在淡江大學任教，後轉至世新大學，在世新大學歷任副教授、教授、兼系主任、兼圖書館館長、兼教務長、校長（2008年8月－2014年8月），曾是世新大學資訊傳播學系教授（2020年退休）。
- 2014年9月10日，獲中華民國總統馬英九提名為第五屆監察委員。
- 2015年5月14日，當選臺灣媒體觀察教育基金會第六屆董事長。
- 2018年4月，教育部台大校長遴選爭議跨部會諮詢小組學者專家之一。
- 2019年12月，奉教育部代理東方設計大學校長一職。
- 2020年6月22日，獲中華民國總統蔡英文提名為第六屆監察委員，並於7月17日獲立法院過半通過。

## 專書著作
- 《圖書館學的哲學》（1993年）
- 《資訊科學的思考》（1999年）
- 《科學欺騙研究》（2001年）

## 外部連結
- 世新大學校長簡歷
- 賴鼎銘部落格 （页面存档备份，存于）